# Jesuitenturm

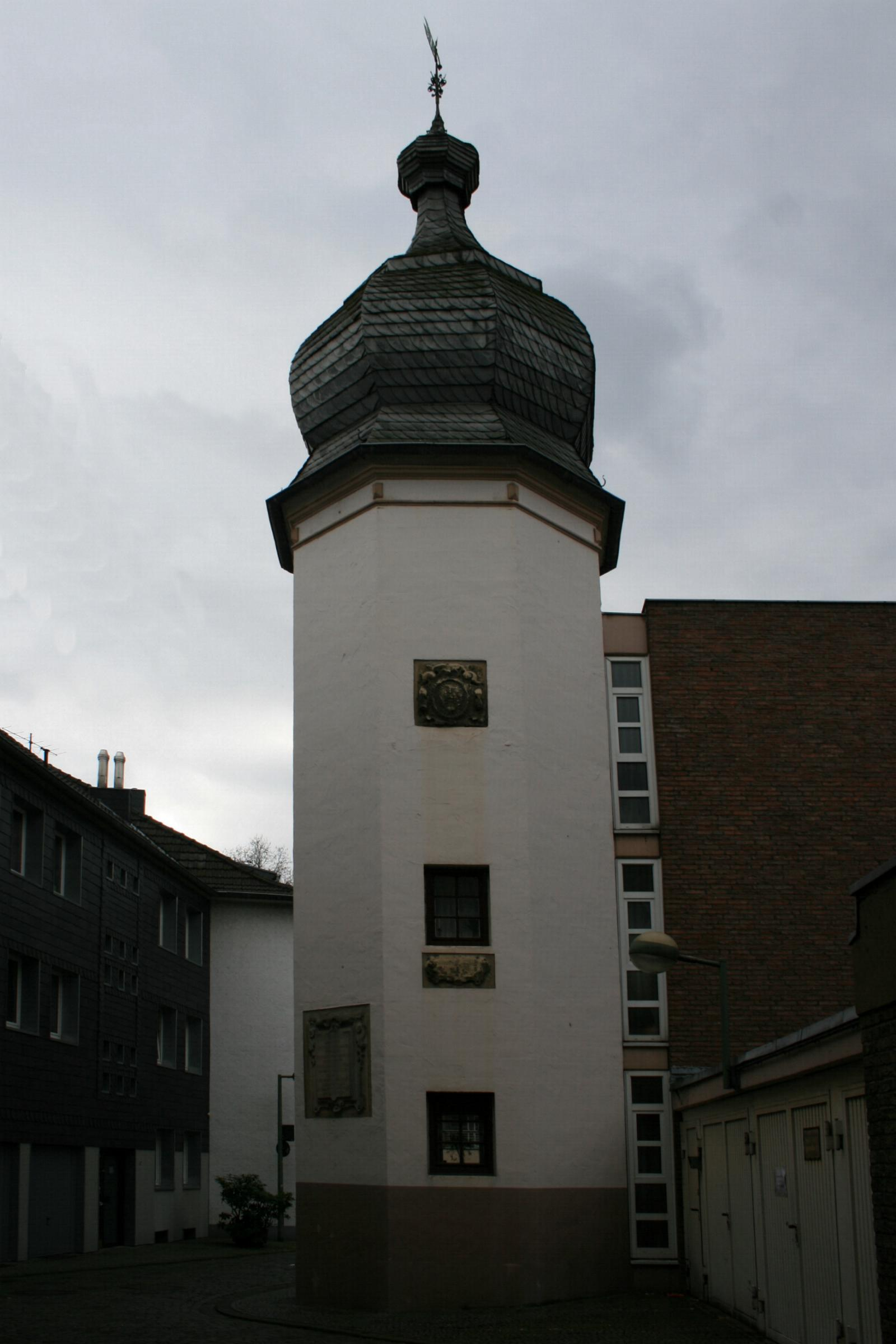
Der Jesuitenturm

Der Jesuitenturm ist ein Bauwerk in Neuss. Er ist ein Überrest des ehemaligen Klosters und Gymnasiums der Jesuiten, die das im Jahr 1234 gegründete Kloster der Minoriten im Jahr 1616 übernahmen und dort, zwischen Oberstraße und Mühlenstraße u. a. ein Gymnasium betrieben. Vermutlich aus diesem Grund wurde der Jesuitenturm auch als Studententhürmchen bezeichnet. 1773 wurde der Jesuitenorden aufgehoben. 1785 kam das Kloster in Privatbesitz. 1787 wurden die Kirche und der Gebäudeflügel an der Oberstraße abgerissen. In den übrigen Gebäuden ließ sich die Industrie nieder, von 1818 bis 1836 eine Schafwollspinnerei, dann von 1839 bis 1905 eine Ölmühle. 1906 zog die Ölmühle in eine neue Anlage am Hafenbecken 1 um. Die alten Fabrikgebäude wurden abgetragen und 1911 wurden an ihrer Stelle auf dem nun Jesuitenhof genannten Grundstück unter Einbeziehung des Turmes Wohnhäuser errichtet. Im Zweiten Weltkrieg wurde die Bebauung, darunter der Turm erheblich beschädigt. 1968 wurde der Turm wiederhergestellt und in den Neubau eines kleinen dreistöckigen Wohnhauses einbezogen. Auf jeder Etage befindet sich ein Apartment, wobei das Türmchen jeweils etagenweise als Erker eingefügt ist. Er befindet sich in Privatbesitz und steht seit 2007 unter Denkmalschutz.
Der in der ersten Hälfte des 17. Jahrhunderts errichtete Bau ist dreigeschossig, besitzt einen oktogonalen Grundriss und eine geschweifte Haube, bekrönt von einer durchbrochenen Wetterfahne mit den Buchstaben CT (Caspar Thywissen). An der Nordostseite des Turmes befinden sich zwei Kartuschen aus Sandstein, eine mit Ordenswappen IHS in Strahlenaureole, die zweite Inschrift „IN hoc signo praeclaro his domibus sit salus“. Beide Kartuschen sind stark beschädigt bzw. verwittert. Die Gedenktafel aus Sandstein des Künstlers A. Kleuker oben an der Ostseite des Turms wurde 1911 angebracht und enthält Daten zur Geschichte des Platzes.